# أنيل هادزيتش
أنيل هادزيتش (مواليد 16 أغسطس 1989) هو لاعب كرة قدم. يلعب مع منتخب البوسنة والهرسك لكرة القدم. سبق له أن لعب في كأس العالم لكرة القدم مع منتخب بلاده.

## روابط خارجية
- أنيل هادزيتش على موقع الاتحاد الدولي (مؤرشف)  (الإنجليزية)
- أنيل هادزيتش على موقع الاتحاد الأوربي (الإنجليزية)
- أنيل هادزيتش على موقع اتحاد تركيا (لاعب) (الإنجليزية)
- أنيل هادزيتش على موقع قاعدة بيانات كرة القدم.إي يو (الإنجليزية)
- أنيل هادزيتش على موقع ناشيونال فوتبول تيمز (الإنجليزية)
- أنيل هادزيتش على موقع Soccerway.com (الإنجليزية)
- أنيل هادزيتش على موقع عالم كرة القدم.نت (الإنجليزية)
- أنيل هادزيتش على موقع AS.com (الإسبانية)